# Hypoleria fallens
Hypoleria fallens är en fjärilsart som beskrevs av Richard Haensch 1905. Hypoleria fallens ingår i släktet Hypoleria och familjen praktfjärilar. Inga underarter finns listade i Catalogue of Life.